# Цілинна ділянка в поймі річки Молочна
Цілинна ділянка в поймі р.Молочна — ентомологічний заказник місцевого значення. Об'єкт розташований на території Мелітопольського району Запорізької області, Мелітопольський район, село Вознесенівка.
Площа — 4 га, статус отриманий у 1984 році.